# Mattilda Bernstein Sycamore
Mattilda Bernstein Sycamore est une écrivaine américaine, originaire de Seattle. Elle a écrit plusieurs ouvrages, dont les romans So Many Ways to Sleep Badly et Pulling Taffy.

## Biographie
En janvier 2009, Sycamore a lancé un projet public appelé Lostmissing[Quoi ?][réf. nécessaire].
Sycamore a été impliquée dans ACT UP au début des années 1990 et Fed Up Queers à la fin des années 1990. Elle était invitée au premier événement de la Gay Shame à New York, apparaissant avec la performeuse Penny Arcade, l'écrivaine Eileen Myles, les artistes de cabaret Kiki and herbs, et la bande queercore Three Dollar Bill à Brooklyn, en 1998 ; un film documentaire intitulé Gay Shame 98, qui retrace l'événement, a été réalisé par Scott Berry. Elle a été l'une des instigatrices de la Gay Shame à San Francisco, qui a débuté en 2000 et qui est devenue « une année d'actions fantaisistes dédiée à l'exposition de tous les hypocrites ». 
Sycamore s'est impliquée au centre culturel Dumba, et elle est l'une des leaders de la critique de l'intégration culturelle des tendances gay,,.
Sycamore s'est opposée à la montée, parmi les LGBT, du mouvement pour le mariage des couples de même sexe, en faisant valoir qu'il détournait des questions plus urgentes telles que l'universalité des soins de santé et la sécurité du logement pour tous,. Sycamore a contribué à Against Equality: Queer Critiques of Gay Marriage, une anthologie imprimée par le collectif Against Equality en 2010. En 2008, Sycamore a été intégrée au classement des « 50 Visionnaires Qui Sont en train de Changer le Monde », par le magazine Utne Reader .
Quant à son identité de genre, Sycamore s'identifie genderqueer et utilise les pronoms féminins.
Sycamore a reçu le prix Lambda Literary dans la catégorie Transgender Non-Fiction, le 2 juin 2014, pour son livre de 2013, The End of San Francisco.

## Filmographie
- All That Sheltering Emptiness (2010)